# Presbytis
Presbythèque
Genre
Presbytis, le Presbythèque, est un genre de singes asiatiques de la famille des Cercopithecidae, qui sont présents sur diverses îles d'Asie du Sud-Est. La classification scientifique de ces primates a connu de nombreux changements depuis les années 1980 et est loin d'être consensuelle. Pour des raisons historiques, la plupart de ses membres est nommée semnopithèques, même si le genre « Semnopithecus » en a été séparé.

## Classification

### Taxonomie
La taxinomie de ce genre est très discutée, certains auteurs considérant notamment les espèces Presbytis natunae, Presbytis siamensis et Presbytis chrysomelas comme de simples sous-espèces du Semnopithèque malais (Presbytis femoralis).

### Liste des espèces
Selon la troisième édition de Mammal Species of the World de 2005 :
- Presbytis melalophos (Raffles, 1821) - Semnopithèque de Sumatra[3],[1], Semnopithèque mélalophe[3],[4], Semnopithèque à huppe noire, Semnopithèque cimepaye, Cimepaye
- Presbytis comata (Desmarest, 1822) - Semnopithèque des îles de la Sonde[3],[1], Semnopithèque croo, Croo
- Presbytis femoralis (Martin, 1838) - Semnopithèque malais[3],[1]
- Presbytis chrysomelas (Müller, 1838) - Semnopithèque chrysomèle
- Presbytis frontata (Müller, 1838) - Semnopithèque à front blanc[3],[4]
- Presbytis rubicunda (Müller, 1838) - Semnopithèque rubicond[3],[4]
- Presbytis siamensis (Müller & Schlegel, 1841) - Semnopithèque du Siam[3]
- Presbytis potenziani (Bonaparte, 1856) - Semnopithèque de Mentawai[3],[4]
- Presbytis hosei (Thomas, 1889) - Semnopithèque de Hose[4]
- Presbytis thomasi (Collett, 1893) - Semnopithèque de Thomas[4]
- Presbytis natunae (Thomas & Hartet, 1894)